# Mezsdurecsenszk (Kemerovói terület)
Mezsdurecsenszk (oroszul: Междуреченск) város Oroszország Kemerovói területén. A Mezsdurecsenszki járás székhelye, a novokuznyecki agglomerációban a szénbányászat központja.
Népessége: 101 678 fő (a 2010. évi népszámláláskor).
Neve az orosz mezsdu és reka szó összetételével keletkezett, jelentése: 'folyók közötti terület'. 

## Elhelyezkedése
Kemerovo területi székhelytől 312 km-re délkeletre, a Kuznyecki-medence nehézipari központjától, Novokuznyecktől 60 km-re keletre, a Tom és jobb oldali mellékfolyója, az Usza találkozásánál fekszik. Központja a két folyó által közrezárt területen épült, de több lakóövezete a központtól távolabb, egymástól is elkülönülve helyezkedik el. Vasútállomás Novokuznyeckből a Tom völgyén át Abakanba vezető nyugat–keleti irányú vonalon. 
A város körzetében, északon és délen is szénbányák működnek. Határában magasodik a Jugusz-hegy, kiépített sípályáival és felvonóival. Keletebbre már a Kuznyecki-Alatau magas hegyvidéke kezdődik.

## Története
A Kuznyecki-medencének ezt a részét már 1914-ben is kutatták geológusok, de a szénbányászat itteni megteremtése csak a második világháború végén vált egyre sürgetőbbé.  
1946-ban Olzserasz néven  kisebb települést hoztak létre az Usza északi partján, az azonos nevű Olzserasz mellékfolyó torkolatánál. Az első, ún. Tom-uszai 1-2. számú bányát 1949-ben kezdték építeni és 1953 őszén nyitották meg. (Az elnevezés a Tom és az Usza folyónév összetételével keletkezett). 1949-ben északabbra az Olzserasz folyó mentén újabb jelentős mennyiségű és kiváló minőségű, kokszolásra kiválóan alkalmas kőszénvagyont fedeztek fel (Raszpadszkoje).
Ezt követően született döntés egy új város építéséről az Usza túlsó partján, a két folyó közötti lapályon. 1952-ben híd épült az Uszán, majd a Tomon is, 1954-re elkészült Novokuznyeckből (akkori nevén: Sztálinszkból) idáig, majd tovább is a vasútvonal. Az épülő új város és Olzserasz település összevonásával 1955 júniusában alapították meg Mezsdurecsenszk bányavárost, mely a következő évtizedekben a bányászat bővülésével együtt növekedett. A várost a Kuznyecki-medence szén-fővárosának kezdték nevezni. Népessége 1992-ig folyamatosan növekedett, azután ez a tendencia megtört. 
Az első bányákat és kezdetben a települést is nagyrészt az 1951 tavaszától 1954 őszéig itt elhelyezett Gulag kényszermunka-tábor (KamisovLag, oroszul Камышлаг, Камышовлаг) foglyai építették. Az építők között volt többek között Lev Nyikolajevics Gumiljov kiemelkedő földrajztudós, történész, etnológus is.

## Gazdaság
A mezsdurecsenszki bányákban energetikai és kokszolható szenet egyaránt termelnek; a várostól északra többnyire föld alatti, délre külszíni fejtéseken. Két szénfeldolgozó (dúsító-) üzem is működik. Mivel a bányák a várostól távolabb vannak, a bányatársaságok külön munkásjáratokat üzemeltetnek. Az itteni szénbányászat történetében több súlyos bányaszerencsétlenséget jegyeztek fel. 1992 decemberében a Sevjakov-bányában metánrobbanások sorozata következett be, ekkor 25 bányász lelte halálát. A legsúlyosabb bányarobbanások 2010 májusában a Raszpadszkaja-bányában 91 ember halálát okozták. Az ország egyik legnagyobb bányászsztrájkja is a városban volt, a válságos 1989-es évben.
Mezsdurecsenszk is ún. monofunkciós város, gazdasági alapja szinte kizárólag a szénbányászat. Az egyoldalú függőségen központi támogatással, a sportturizmus fejlesztésével kívánnak lazítani.
1989-ben a Kuznyecki-Alatau hegyvidékének nyugati részén 401 812 ha kiterjedésű természetvédelmi területet alakítottak. Körülötte további 223 460 ha védőzónát (pufferzónát) jelöltek ki, ez utóbbi látogatható. A Kuznyecki-Alatau Természetvédelmi Terület igazgatósága Mezsdurecsenszkben van. 